# James McPherson (Fußballtrainer)
James Quar „Jim“ McPherson (* 13. April 1891 in Kilmarnock, Schottland; † 12. August 1960 in Newcastle upon Tyne, England) war ein schottischer Fußballtrainer.
Mit dem FC Bayern München, den er zwischen 1924 und 1927 trainierte, gewann er die Süddeutsche Fußballmeisterschaft von 1925/26. In Deutschland war er zudem Trainer beim VfB Leipzig. 1920 war er Trainer der norwegischen Olympiamannschaft. Zudem trainierte er in den Niederlanden Vitesse Arnheim und HRC. Mit ihm als Verantwortlichen für die physische Leistungsfähigkeit der Mannschaft gewann Newcastle United den englischen Pokal von 1932.

## Familie
James Quar McPherson war der Sohn von James Quar (* 1862 in Cupar, Schottland; † 1932 in Newcastle), der sich ab seiner Eheschließung 1888 erstmals den Nachnamen McPherson gab. Noch in seiner Jugend zog seine Familie nach Kilmarnock. Beruflich war er Drucker. Es wird von ihm berichtet, dass er als Läufer auf Strecken zwischen 100 Yards und 1000 Yards etwa hundert Preise gewonnen hat. Ab 1890 wurde er nebenberuflicher Trainer beim Zweitligisten Kilmarnock FC, der nach zwei Zweitligameisterschaften 1899 in die erste Division aufgenommen wurde. Der Job beinhaltete, dass er sich zweimal wöchentlich um die Fitness der Spieler und sich auch sonst um sie kümmerte. Mit Mannschaftsaufstellungen oder gar Taktik hatte er nichts zu tun. Auch hatte er keine spezifische Ahnung vom Fußball, den er als solches erst in Kilmarnock kennenlernte. Er erhielt dafür 25 Pfund pro Jahr.
1903 wurde er Trainer beim nordostenglischen Erstligisten Newcastle United, wo sein schottischer Landsmann Frank Watt Club Secretary war und der damit allgemein gesprochen die Funktion eines heutigen „Managers“ hatte. McPherson blieb bis 1930 im Job und Watt bis zu seinem Ableben 1932. In deren gemeinsame Zeit fällt die „goldene Ära“ des Klubs, der in diesen Jahren viermal Meister wurde und zweimal den Pokal gewann.
James Quar McPherson hatte neben James Quar McPherson zwei weitere Söhne: John (1889–1912), der bereits im Alter von 22 Jahren starb, und Robert Wilson Martin, genannt „Mac“ (1901–1969), der in den 1920er Jahren über ein Jahrzehnt hinweg in den Niederlanden Trainer von HBS Craeyenhout in Den Haag war, den er zur Meisterschaft von 1925 führte. Nach ein oder zwei Jahren im Niederländischen Ostindien war er in den 1930er Jahren der letzte Trainer von Ipswich Town vor der Professionalisierung des Klubs. Er hatte auch zwei Schwestern. Eine davon, Mary Woodward (* 1893), heiratete den deutschen Nationalspieler Edwin Dutton, der kurz vor dem Ersten Weltkrieg bei Newcastle war.
Von James Quar McPherson jr. wird berichtet, dass er mehrere Kinder hatte. Sein ältester Sohn wurde schottischen Traditionen folgend auch James Quar genannt. Er diente im Zweiten Weltkrieg ebenso in der Luftwaffe und kam im März 1942 auf dem Rückflug von einem Einsatz bei einem Absturz im Pembrokeshire in Wales ums Leben.

## Wirken

### Sportliche Anfänge
McPherson war als Fußballer wenig auffällig. Er spielte vor dem Ersten Weltkrieg im Nordosten Englands für North Shields Athletic und die Houghton Rovers in der North Eastern League. 1911 absolvierte er ein erfolgloses Probetraining bei Newcastle United. Danach war er für eine gewisse Zeit Assistent seines Vaters bei Newcastle United, was gleichzeitig der Anbeginn seiner Trainerlaufbahn war.

### 1919–1920: Anfang in Arnheim – Olympiateilnahme mit Norwegen – Wales
Seine erste Position als hauptverantwortlicher Trainer trat McPherson im Dezember 1919 beim niederländischen Verein Vitesse in Arnheim an, wo der frühere Spieler und Präsident des FC Bayern München Willem Hesselink nunmehr auch Präsident war. Der Verein spielte damals in der Ostgruppe der Eerste Klasse. Als im März 1920 nach einem 4:1-Sieg über den nach der außerordentlich anmutigen Prinzessin Wilhelmina benannten Verein PW aus Enschede das Abstiegsgespest gebannt war, huldigte man ihm mit einem Kranz. McPherson verabschiedete sich danach von Vitesse. Sein Nachfolger wurde der frühere Trainer des FC Bayern, Charles Griffiths unter dem der Verein 1922 zweitklassig wurde.
McPherson führte danach die norwegische Nationalmannschaft durch das Fußballturnier bei den Olympischen Spielen von 1920 im belgischen Antwerpen. Einer der Spieler Norwegens war Asbjørn Halvorsen, der in späteren Jahren mit dem Hamburger SV deutscher Meister werden sollte. Beim Turnier gewann Norwegen in der ersten Runde gegen Großbritannien mit 3:1, unterlag aber im daran anschließenden Viertelfinale mit 0:4 gegen die Tschechoslowakei. Beim Turnier um die Silber- und Bronzemedaillen verlor Norwegen mit 1:2 nach Verlängerung gegen Italien. Statistisch beendete Norwegen das olympische Turnier als Fünfter von 15 Teilnehmern.
Spät in der Saison 1921/22, im April 1922 wurde McPherson Trainer beim Football-League-Third-Division-South-Verein Merthyr Town in Wales. Der beendete die Saison als Elfter. In der Folgesaison reichte es nurmehr zum Platz 17 unter 22 Vereinen. In der Saison darauf trainierte er den Workington AFC in der North Eastern League, der sich in dieser Saison von Platz sieben auf Platz fünf verbesserte.

### 1924–1929: FC Bayern – VfB Leipzig und HRC in den Niederlanden
1924 wurde McPherson Trainer beim Südbayerischen Meister von 1923, dem FC Bayern. Als der FC Bayern nur Vierter in der Bezirksliga wurde, wollte Bayern-Präsident Kurt Landauer ihn Anfang Januar 1925 durch den im Dezember beim FC Barcelona überzählig gewordenen ungarischen Trainer Imre Pozsonyi ersetzen, der sich aber für ein Angebot des DFC Prag entschied. Im Mai 1925 hieß der FC Bayern anlässlich seines 25-jährigen Jubiläums die Boca Juniors aus Buenos Aires willkommen und trennte sich von ihnen mit einem beachtlichen 1:1 – das war das einzige von sieben Spielen der Juniors auf ihrer Europatournee in Deutschland, das die Argentinier nicht gewannen. Manuel Seoane brachte dabei die Porteños in Führung, ehe Georg Hutsteiner noch vor der Pause ausglich.
Zur Saison 1925/26 etablierte der FC Bayern eine sehr großzügige, aber wohl statutenwidrige Spesenregelung. Bei zweimaligem Training pro Woche erhielten die Spieler der Kampfmannschaft pro Übungstag 2,50 Mark. Dazu kam ein Abendessen, das alle Spieler gemeinsam einnehmen mussten. Für jedes Spiel in München erhielten die Spieler 10 Mark, auswärts gab es 25 Mark. Das dürfte sich bei guten Spielern dann in guten Monaten auf 100 bis 150 Mark addiert haben, und das in einer Zeit, wo der durchschnittliche Arbeiter 200 Mark pro Monat für seine Arbeitskraft bekam. Die Mannschaft dankte es mit dem Gewinn der Bayerischen Meisterschaft vor dem amtierenden Deutschen Meister, dem 1. FC Nürnberg (der den Titel auch 1927 wieder gewinnen sollte) und daran anschließend den erstmaligen Gewinn der Süddeutschen Fußballmeisterschaft vor der SpVgg Fürth. Im Mai schied der FC Bayern in der ersten Runde der Spiele um die Deutsche Meisterschaft 1925/26 mit einem unerwarteten 0:2 beim in München kaum bekannten SV Fortuna Leipzig 02 aus. Die Bayern vergaben dabei zwei Elfer, ehe den Sachsen ihre Tore gelangen. Die Fortuna verlor in der nächsten Runde, dem Viertelfinale gegen den Hamburger SV mit 2:6. Zu den Stars der Bayern gehörten der technisch hochveranlagte Mittelstürmer Josef Pöttinger und der Außenstürmer Ludwig „Wiggerl“ Hofmann. Beide gaben 1926 ihr Debüt in der Nationalmannschaft. Auch der Verteidiger Emil Kutterer spielte in jener Zeit für das Deutsche Reich.
Ab 1927 ersetzte den Schotten der vom Lokalrivalen FC Wacker gekommene Ungar Leó Weisz, der 1928 ebenso die Süddeutsche Meisterschaft gewann.
McPherson war ab September 1927 in Sachsen beim amtierenden Mitteldeutschen Meister VfB Leipzig, wo allerdings kein erneuter Titelgewinn gelang.
Im April des 1928 wurde er in den Niederlanden als Nachfolger des Engländers Herbert „John“ Leavey Trainer beim Zweitligisten Heldersche Racing Club, meist nur kurz „HRC“ genannt, in Den Helder. Die Saison 1928/29 schloss er dort mit einem zweiten Platz hinter AVV Zeeburgia ab. Mit James Moore, folgte ihm 1929 ein weiterer vormaliger englischer Professional im Amt nach. Moore sattelte aber nach nur einem Jahr auf Gemüsehändler um.

### 1930–1938: Newcastle United
Jim McPherson kehrte nach Newcastle zurück, wo er zwischen 1930 und Mai 1938 Nachfolger seines Vaters als Trainer von Newcastle United war. Unter dem ersten Manager des Vereins nach englischer Terminologie, Andy Cunningham gewann Newcastle dabei den FA Cup von 1932 gegen Herbert Chapmans Arsenal aus London. Das übertünchte aber nur einen Verfallsprozess beim Klub, der zwei Jahre später dem erstmaligen Abstieg anheimfiel.
Nach dem Zweiten Weltkrieg verdiente McPherson seinen Lebensunterhalt in Newcastle als Fußpfleger und Masseur.